# Ferrari SF-24
Chronologie des modèles (2024)
Ferrari SF-23 Ferrari SF-25
La Ferrari SF-24 est la monoplace de Formule 1 engagée par la Scuderia Ferrari dans le cadre de la saison 2024 du championnat du monde de Formule 1. Elle est pilotée par le même duo de pilotes que les deux saisons précédentes, l'Espagnol Carlos Sainz Jr. et le Monégasque Charles Leclerc.

## Présentation
La Scuderia Ferrari effectue le premier démarrage de la SF-24 le 8 février 2024 avant de la présenter officiellement le 13 février. La livrée est rouge avec des lignes jaunes et blanches en hommage à la Ferrari 499P victorieuse des 24 Heures du Mans 2023.
Lors du Grand Prix d'Arabie saoudite, deuxième manche de la saison, Carlos Sainz, victime d'une appendicite, déclare forfait et est remplacé par Oliver Bearman à partir des Essais Libres 3,,.

## Résultats en championnat du monde de Formule 1
| Saison | Écurie           | Moteur                                    | Pneus   | Pilotes          | Courses | Courses | Courses | Courses | Courses | Courses | Courses | Courses | Courses | Courses | Courses | Courses | Courses | Courses | Courses | Courses | Courses | Courses | Courses | Courses | Courses | Courses | Courses | Courses | Points inscrits | Classement |
| Saison | Écurie           | Moteur                                    | Pneus   | Pilotes          | 1       | 2       | 3       | 4       | 5       | 6       | 7       | 8       | 9       | 10      | 11      | 12      | 13      | 14      | 15      | 16      | 17      | 18      | 19      | 20      | 21      | 22      | 23      | 24      | Points inscrits | Classement |
| ------ | ---------------- | ----------------------------------------- | ------- | ---------------- | ------- | ------- | ------- | ------- | ------- | ------- | ------- | ------- | ------- | ------- | ------- | ------- | ------- | ------- | ------- | ------- | ------- | ------- | ------- | ------- | ------- | ------- | ------- | ------- | --------------- | ---------- |
| 2024   | Scuderia Ferrari | Ferrari V6 turbo hybride Tipo 066/10 1.6L | Pirelli |                  | BAH     | SAU     | AUS     | JAP     | CHI     | MIA     | EMI     | MON     | CAN     | ESP     | AUT     | GBR     | HON     | BEL     | P-B     | ITA     | AZE     | SIN     | USA     | MEX     | SAO     | LAS     | QAT     | ABU     | 652             | 2e         |
| 2024   | Scuderia Ferrari | Ferrari V6 turbo hybride Tipo 066/10 1.6L | Pirelli | Charles Leclerc  | 4e      | 3e      | 2e      | 4e      | 4e      | 3e      | 3e      | 1er     | Abd.    | 5e      | 11e     | 14e     | 4e      | 3e      | 3e      | 1er     | 2e      | 5e      | 1er     | 3e      | 5e      | 4e      | 2e      | 3e      | 652             | 2e         |
| 2024   | Scuderia Ferrari | Ferrari V6 turbo hybride Tipo 066/10 1.6L | Pirelli | Carlos Sainz Jr. | 3e      | Forf.   | 1er     | 3e      | 5e      | 5e      | 5e      | 3e      | Abd.    | 6e      | 3e      | 5e      | 6e      | 6e      | 5e      | 4e      | 18e*    | 7e      | 2e      | 1er     | Abd.    | 3e      | 6e      | 2e      | 652             | 2e         |
| 2024   | Scuderia Ferrari | Ferrari V6 turbo hybride Tipo 066/10 1.6L | Pirelli | Oliver Bearman   |         | 7e      |         |         |         |         |         |         |         |         |         |         |         |         |         |         |         |         |         |         |         |         |         |         | 652             | 2e         |

Légende : ici 
- *Le pilote n'a pas terminé la course mais est classé pour avoir parcouru 90% de la distance.